# ألان مارتن (أستاذ جامعي)
ألان مارتن (بالإنجليزية: Alan D. Martin)‏ هو فيزيائي بريطاني، ولد في 1937 في المملكة المتحدة.

## وصلات خارجية
- الموقع الرسمي